# 2005年1月伊拉克国民议会选举
2005年1月伊拉克国民议会选举在1月30日举行，选出275个席位的国民议会，以取代2004年美军占领伊拉克后的临时政府。所有在2005年1月1日年满18周岁的伊拉克人都可以参加投票。所有符合投票资格的伊拉克公民大约有1400万人。
2005年1月30日选民携带贴有本人照片的身份证明表格在投票站投票。在境外14個國家的已登記伊拉克選民可於1月28日起投票。
选举不分选区，全国使用统一的候选人名册。选民将选票投给一个政党或政党联盟提出的候选人。席位根据比例代表制原则分配。

## 参选人
共有256个团体和个人登记参选，但是其中有许多没有通过认证，或者已经加入了33个政党联盟。虽然一些逊尼派的政党呼吁抵制大选，但是还是有许多逊尼派政党参加选举。